# Onesia fae
Onesia fae är en tvåvingeart som beskrevs av Hiromu Kurahashi och Miranda 1988. Onesia fae ingår i släktet Onesia och familjen spyflugor.
Artens utbredningsområde är Filippinerna. Inga underarter finns listade i Catalogue of Life.